# Corte (Córcega)
Corte (en idioma francés), o Corti (en corso), es una localidad y comuna francesa, situado en el departamento de Alta Córcega y en la colectividad territorial de Córcega. Sus habitantes se llaman, en francés, cortenais, y en corso curtinesi.

## Geografía
La ciudad se encuentra en el centro de la isla, en la confluencia de los ríos Restonica y Tavignano, a 70 km de Bastia y 85 km de Ajaccio. Tiene una estación en la línea férrea Bastia-Ajaccio, y es un importante nudo de carreteras. El valle del Tavignano la comunica con la llanura costera occidental.

## Demografía
| 1936  | 1954  | 1962  | 1968  | 1975  | 1982  | 1990  | 1999  | 2009  |
| ----- | ----- | ----- | ----- | ----- | ----- | ----- | ----- | ----- |
| 4.135 | 4.835 | 5.066 | 4.948 | 5.230 | 5.177 | 5.693 | 6.329 | 6.744 |

Además de la población censada, la Universidad de Córcega acoge a 3.800 estudiantes. 
La aglomeración de Corte se limita a su municipio. Este forma parte de la Communauté de communes du Centre Corse (Mancomunidad de municipios del Centro de Córcega), que integra a otras siete poblaciones, agrupando un total de 8.319 habitantes (censo de 1999).

## Administración y política
En el referendo sobre la Constitución Europea ganó el no con un 52,03% de los votos.
Algunos resultados electorales recientes (segundas vueltas del sistema francés adaptado a Córcega):
| Tres listas de izquierda | Lista del (socialistas, comunistas y otros) | Regionalistas | Dos listas de la derecha tradicional |
| ------------------------ | ------------------------------------------- | ------------- | ------------------------------------ |
| 43,4%                    | 4,6%                                        | 13,1%         | 38,9%                                |

Los grupos que conforman el Consejo Municipal son Pour l’avenir de Corte ville Universitaire (21 electos), Ensemble pour Corte, Inseme per Corti (4 electos), y Servir Corte et l’Université (4 electos).

## Economía
Según el censo de 1999, la distribución de la población activa por sectores era:
| agricultura | industria | construcción | servicios |
| ----------- | --------- | ------------ | --------- |
| 3,5%        | 7,9%      | 6,8%         | 81,8%     |

## Historia
Fue capital de la Córcega independiente, así como residencia de Pasquale Paoli, padre de la patria corsa.
Entre 1761 y 1769 fue sede del gobernador de la isla.
Su universidad, fundada en 1765, fue un centro de difusión de la Ilustración.
José Bonaparte, que sería rey de España, nació en Corte en 1768.

## Lugares y Monumentos
- Universidad de Córcega
- Citadelle
- Museo de Córcega
- Iglesia de la Anunciación
- Palazzu Naziunale
- Ayuntamiento
- Estatua de Pasquale Paoli

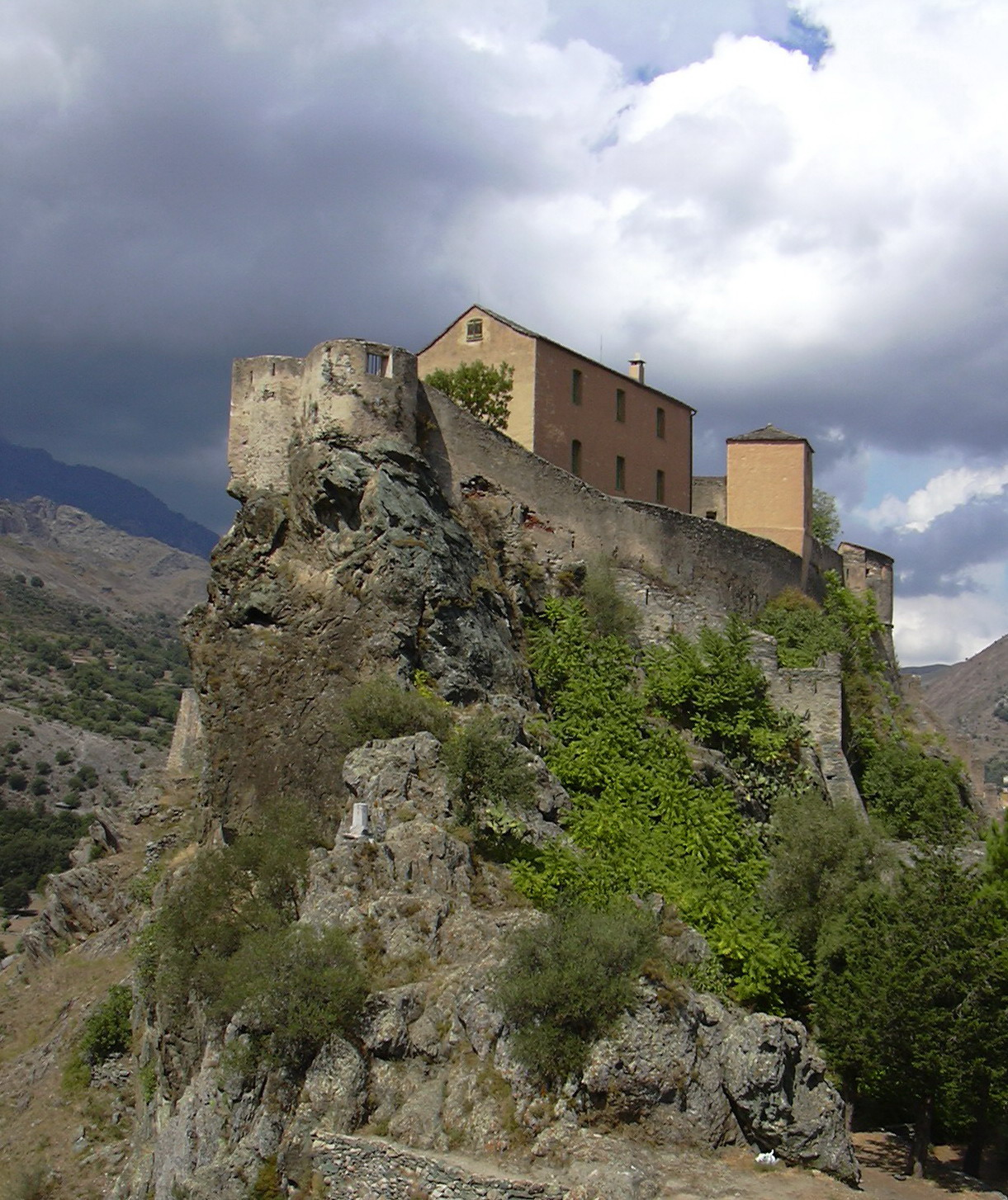
La Citadelle
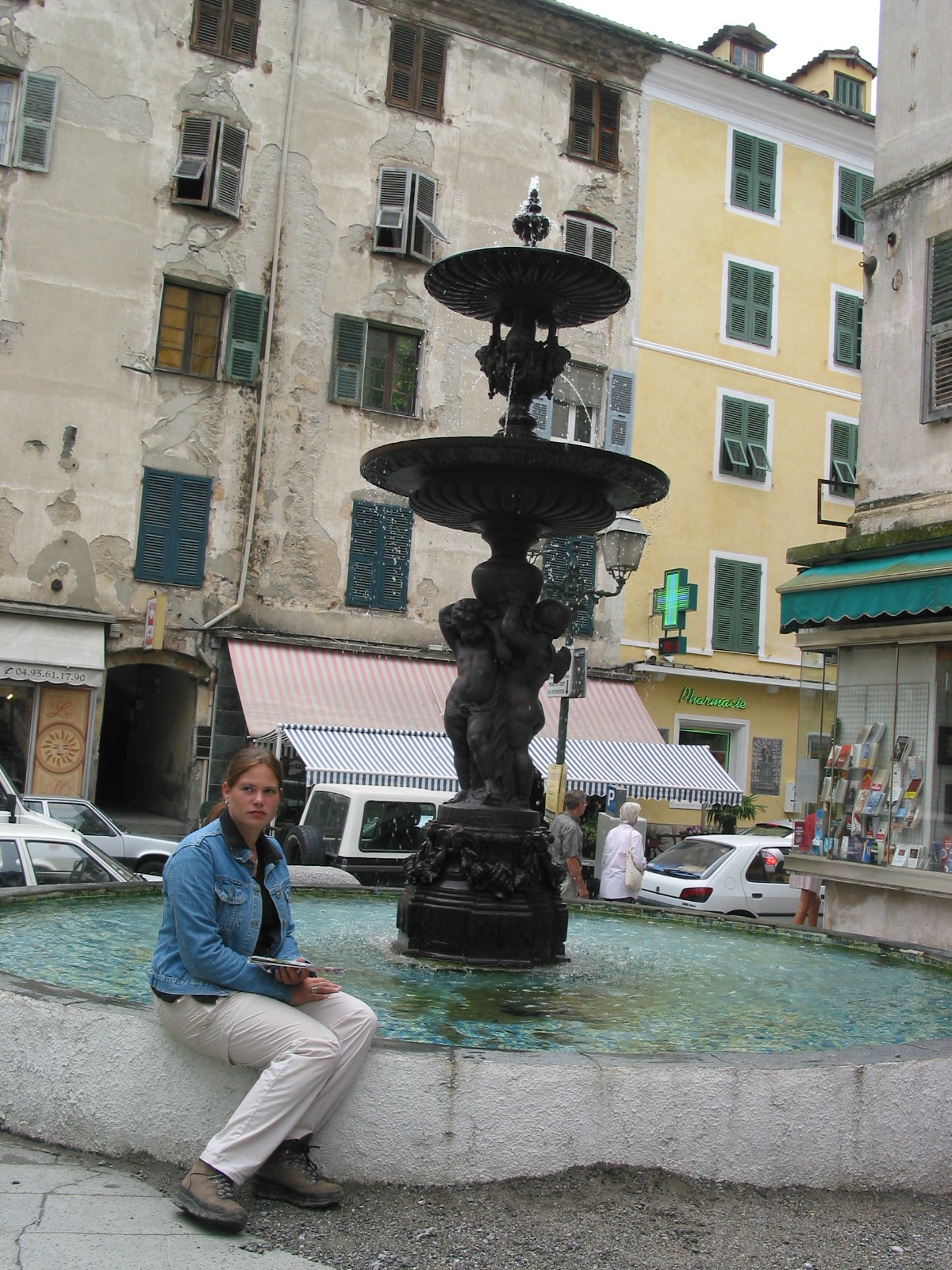
Fuente bajo la escalera que sube a la iglesia de Santa Cruz
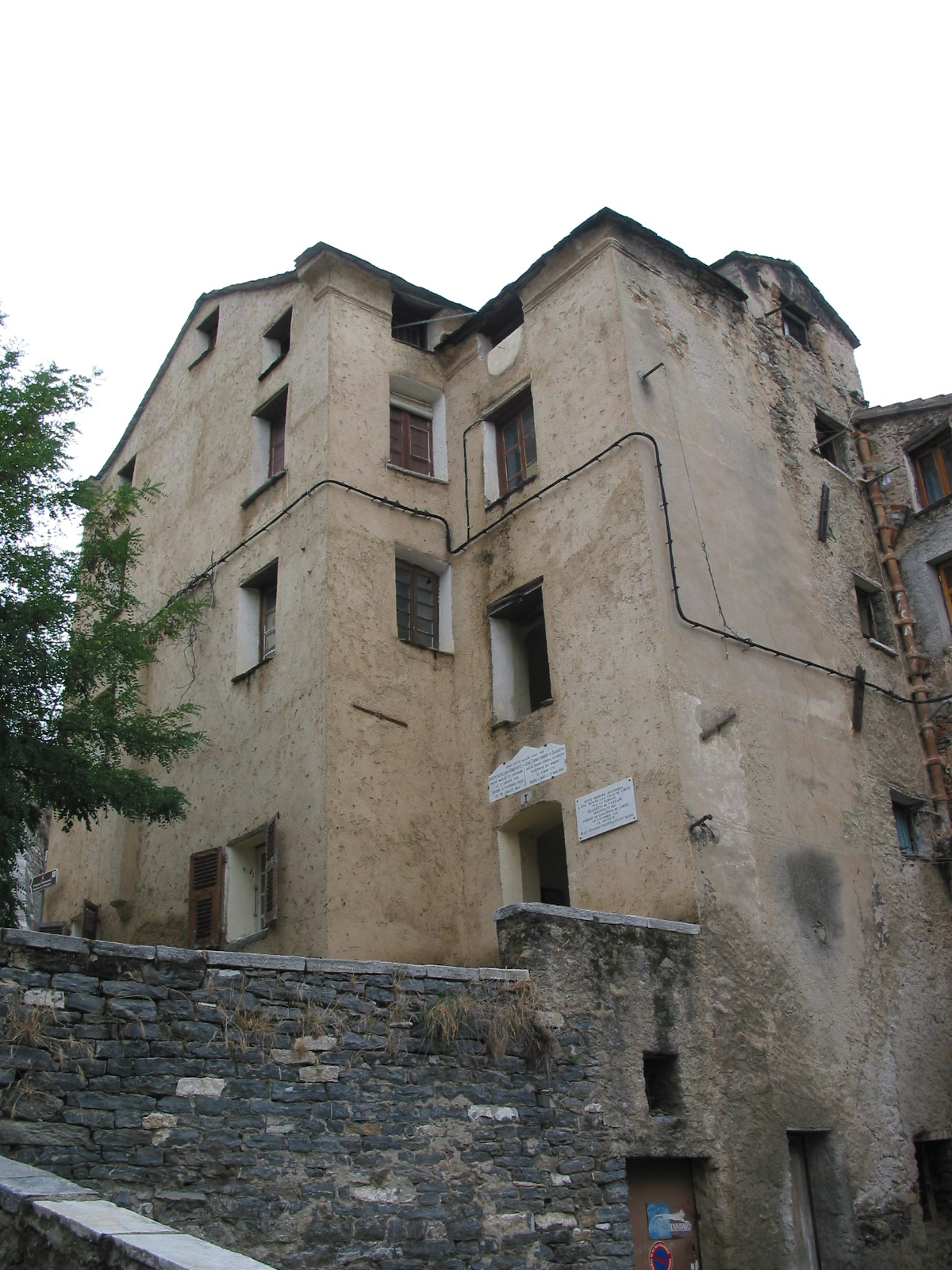
Casa donde nació José Bonaparte en 1768